# Віннаретта Зінгер
Віннаретта Зінгер (у другому шлюбі княгиня Едмон де Поліньяк, нар. 8 січня 1865-пом. 26 листопада 1943) — дочка магната Айзека Зінгера та спадкоємиця значного статку, одна з найбільш впливових фігур на музичній сцені XIX — першої половини XX століття, художниця, органістка.
Тримала в Парижі музичний салон, який увійшов в історію як один із найвпливовіших своєї епохи, завдяки виступам у Віннаретти прославилися багато митців. Спонсувала плеяду талановитих композиторів, музикантів, акторів і художників, зокрема цілі компанії — антрепризу Дягілєва, паризьку Оперу.
Заснувала премію імені Едмона де Поліньяка у Королівському літературному товаристві та власний фонд Зінгер-Поліньяк, які підтримували митців. Спонсувала також соціальні проєкти — житло для незаможних сімей, постачання гуманітарної допомоги у роки війни, пересувні рентгенологічні машини Марії Кюрі.

## Біографія

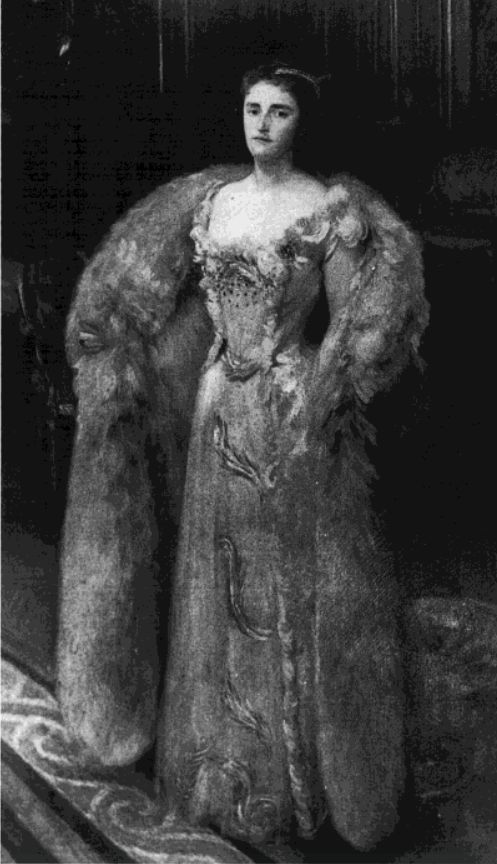
Віннаретта у першому шлюбі, худ. Джон Сарджент, 1889

### Дитинство та ранні роки
Віннаретта стала двадцятою з двадцяти чотирьох дітей Айзека Зінгера. Її мати, француженка Ізабелла-Євгенія Боєр, відома як модель, яка позувала скульптору Бартольді під час роботи над статуєю Свободи. Поки був живий батько, Віннаретта з п'ятьма рідними суродженцями та безліччю однокровних жила у великому будинку в передмісті Нью-Йорка, потім — у Парижі, пізніше вся сім'я на вісім років переїхала до Девоншира. Дослідник творчості Ле Корбюзьє Ніколас Вебер згадує, що п'ятирічну Віннаретту врятував із пожежі у лондонському готелі «Браун» Іван Тургенєв. Після смерті Айзека Ізабелла повернулася з молодшими дітьми до Парижа та невдовзі вдруге вийшла заміж за бельгійського скрипаля Віктора Ніколаса Робсе (фр. Victor-Nicolas Reubsaet).
З ранніх років Віннаретту оточувала творча атмосфера, у родині заохочувалися заняття мистецтвом. Вона стала виявляти інтерес до музики, навчалася грати на скрипці, віолончелі, фортепіано й органі, а крім того, займалася живописом. У подарунок на свій 14-й день народження дівчина попросила влаштувати концерт Бетховена. У паризькому салоні матері Віннаретта акомпанувала їй та вітчиму на музичних вечорах, вже у 16 років вона сама почала давати уроки музики. У 1882 році відкрила для себе музику Ріхарда Вагнера й імпресіоністів, прихильницею яких залишилася на все життя. Віннаретта не оминула заняття живописом, згодом її картини виставлялися в Академії вишуканих мистецтв, а одне полотно одного разу помилково приписали Клоду Моне.
Біографи стверджують, що вітчим Віннаретти був людиною агресивною, мав вибуховий характер, у суспільстві ходили чутки про насильство в їхньому будинку на авеню Клебер. Як тільки Віннаретта досягла 21 року, вона вступила в права спадщини, отримавши належний їй мільйон доларів, і залишила родину матері. Невдовзі вона купила собі великий маєток — два сусідні будинки на розі авеню Анрі Мартен і вулиці Кортамбер. Попри свій статок, з'являтися у вищих колах без супроводу матері чи чоловіка вона не могла, тому Віннаретта прагнула якнайшвидше побратися.

### Особисте життя
Вже у 1887 році Віннаретта вийшла заміж за молодого спадкоємця сім'ї Се-Монбельяр Луї. Ще з часів Другої імперії знатні, але збіднілі будинки Європи вітали шлюби своїх дітей із багатими американськими «принцесами», тому союз з Се-Монбельяром вважався вигідним обом сторонам. Однак у першу шлюбну ніч Віннаретта зустріла Луї, який увійшов до спальні, на шафі з ножем у руці, і категорично відмовилася від виконання подружнього обов'язку. За припущенням біографів, ще в юності вона усвідомила свою гомосексуальність, а насильство з боку вітчима назавжди позбавило її потягу до чоловіків. Шлюб з Луї був розірваний як не консумований у лютому 1892 року (за деякими джерелами — 1891 року), проте за ці кілька років Віннаретта, що вже носила титул княгині, встигла утвердитися в суспільстві як щедра меценатка і впливова знавчиня мистецтва. Вона організувала у замку Фантазі літній фестиваль Форе, а у 1888 році представила у себе оперу «Гвендоліна» за участю провідних виконавців Гранд-опера.
Вдруге Віннаретта вийшла заміж у 1893 році. Знаючи про її захоплення музикою та необхідність мати солідний статус у суспільстві, Робер де Монтеск'ю представив їй свого друга, композитора князя Едмонда де Поліньяка. За сприяння графині Елізабет Греффюль організували весілля. Оскільки майбутні чоловік і дружина не цікавилися протилежною статтю, шлюб в першу чергу мав розв'язати фінансові проблеми де Поліньяка та дати титул Віннаретті. Однак цей союз, названий лихими язиками «союзом ліри та швейної машинки», став рідкісним прикладом щасливого альянсу людей, об'єднаних спільними смаками та інтересами: обидва були переконаними вагнеріанці, прихильники імпресіонізму та пристрасно захоплені музикою. Князь захопив Віннаретту октатонікою, а завдяки її статку він міг вільно творити, не думаючи про гроші. Монтеск'ю, який відчайдушно ревнував подружжя один до одного, врешті-решт перестав спілкуватися з ними, а в листах називав Віннаретту «чудовиськом схожим на Нерона».
Після смерті де Поліньяка Віннаретта перестала приховувати свою орієнтацію. У різні роки вона мала романи з Ольгою де Меєр, Ромейн Брукс, Етель Сміт, Вайолет Трефузіс. Основним захопленням і справою життя для неї залишалася музика. Хоча власних дітей у неї не було, Віннаретта виростила племінницю Дейзі Феллоуз, яка осиротіла після смерті матері Ізабель-Бланш Зінгер.

### Салон і меценатство

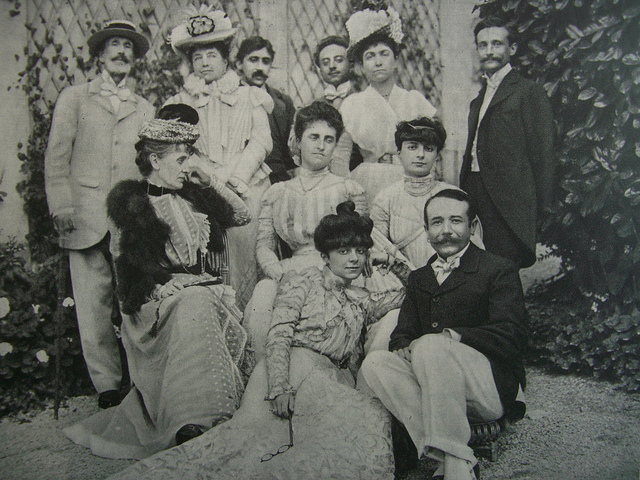
Віннаретта (у центрі другого ряду) з чоловіком Едмоном де Поліньяком (стоїть ліворуч) і друзями. Третій ліворуч у верхньому ряду — Марсель Пруст

Ще в юності, у 1880-ті роки на канікулах у Нормандії Вінаретта познайомилася з Габріелєм Форе. Поступово у них склалися дружні стосунки, які тривали до кінця днів композитора. Вже у перші роки після одержання спадщини Віннаретта замовила йому коротку музичну роботу, надавши гонорар у 25 тисяч франків. Для порівняння його річна зарплата хормейстера на той момент становила 3 тисячі. У 1891 році, перебуваючи у Венеції в гостях у Віннаретти, Форе написав кілька своїх найкращих творів — «Mandoline», «En sourdine», «Green», «C'est l'extase». У 1898 році присвятив своїй патронесі сюїту «Пеллеас і Мелізанда». Форе був близьким другом сім'ї та грав на похороні князя Едмонда.
Невдовзі після першого розлучення Віннаретта реконструювала свої будинки на розі авеню Анрі Мартен і вулиці Кортамбер, об'єднавши їх та влаштувавши двосвітну залу для прийомів. Цьому приміщенню відводилася роль «серця» всього будинку, в якому мали відбуватися музичні вечори, репетиції, виставки та світські прийоми. У залі встановили два фортепіано Steinway & Sons і зроблений на замовлення орган Каваї-Колєм. Разом з Едмоном де Поліньяком вони стали організовувати органні вечори та музичні концерти, де звучала не лише музика його авторства, а й твори Форе, Кокто, Дебюссі, Стравинського та інших. Дуже швидко салон де Поліньяків перетворився на центр музичного Парижа. Він увійшов в історію французької музики як один із найвпливовіших салонів епохи, успішний виступ у якому фактично гарантував визнання впливових людей та «перепустку» у світ мистецтва. Наприклад, Айседора Дункан отримала запрошення від де Поліньяків після того, як 1900 року танцювала на вечорі у графині Греффюль. Віннаретта й Едмон влаштували для неї концерт у себе на вулиці Кортамбер, а після його успіху допомогли з організацією концертів у її власній студії. Патронаж Віннаретти багато в чому заклав фундамент для міжнародної слави танцівниці.
Після смерті Едмона де Поліньяка княгиня щороку влаштовувала пам'ятний концерт на його честь. Крім того, вона вирішила вшанувати його пам'ять, замовивши кільком видатним музикантам твори на вільну тему, але з посвятою своєму чоловікові. Однією з таких робіт став «Сократ» Еріка Саті. Щоб композитор зміг працювати над твором, Віннаретта добилася відтермінування його вироку до восьми днів в'язниці, який Саті отримав за написаний ним образливий лист критику Жану Пуегу. Даріус Мійо створив «Нещастя Орфея», Франсіс Пуленк — «Концерт для двох фортепіано з оркестром» і «Концерт для органу», Курт Вайль — «Другу симфонію». Неодноразово в салоні де Поліньяка музичні прем'єри проходили раніше, ніж у концертних залах.
У гостях у Віннаретти Сергій Дягілєв познайомився з Равелем і Дебюссі. У неї ж, на три дні раніше за офіційну прем'єру, була вперше показана «Весіллячко» Стравинського. На замовлення Віннаретти поставили балет «Байка про лисицю, півня, кота та барана», княгиня також спонсорувала постановку антрепризою Дягілєва. Хоча Дягілєв сильно ревнував Стравінського до княгині, він часто звертався до неї за фінансовою підтримкою. Завдяки Віннаретті Дягілєв отримав протекцію князя Монако та його антрепризу з 1922 року на постійній основі демонструвалась в Монте Карло. Патронаж і фінансова підтримка від княгині допомогли відбутися кар'єрам Наді Буланже, Діну Ліпатті, Клари Гаскіл, Артура Рубінштейна, Володимира Горовиця, Етель Сміт і багатьох інших.
У салоні Віннаретти відбулися перші кроки до всесвітньої слави Клода Дебюссі, Фредеріка Діліуса, Ігоря Стравинського, Еммануеля Шабріє, Моріса Равеля. Щоб привернути її увагу, ще до особистого знайомства молодий Равель присвятив Віннаретті композицію «Павана на смерть інфанти». Подібний вчинок порушував усі норми етикету свого часу та був зухвалим жестом очевидного кар'єризму. На щастя для Равеля, успіх композиція мала такий великий успіх у слухачів, що Віннаретта просто не встигла висловити своє невдоволення та була змушена прихильно прийняти посвяту молодого автора. Частим гостем салону Віннаретти був Марсель Пруст. Під впливом її музичних вечорів він став шанувальником Форе. Також на її вечорах бували Антоніо де ла Гандара, Колетт, Клод Моне, про них залишив багато записів у мемуарах Поль Моран. Як покровителька літератури, у 1910 році вона заснувала в лондонському Королівському літературному товаристві премію імені Едмона де Поліньяка, лауреатами якої стали Волтер де ла Мар, Джон Мейсфілд і Джеймс Стівенс.

### Соціальна благодійність

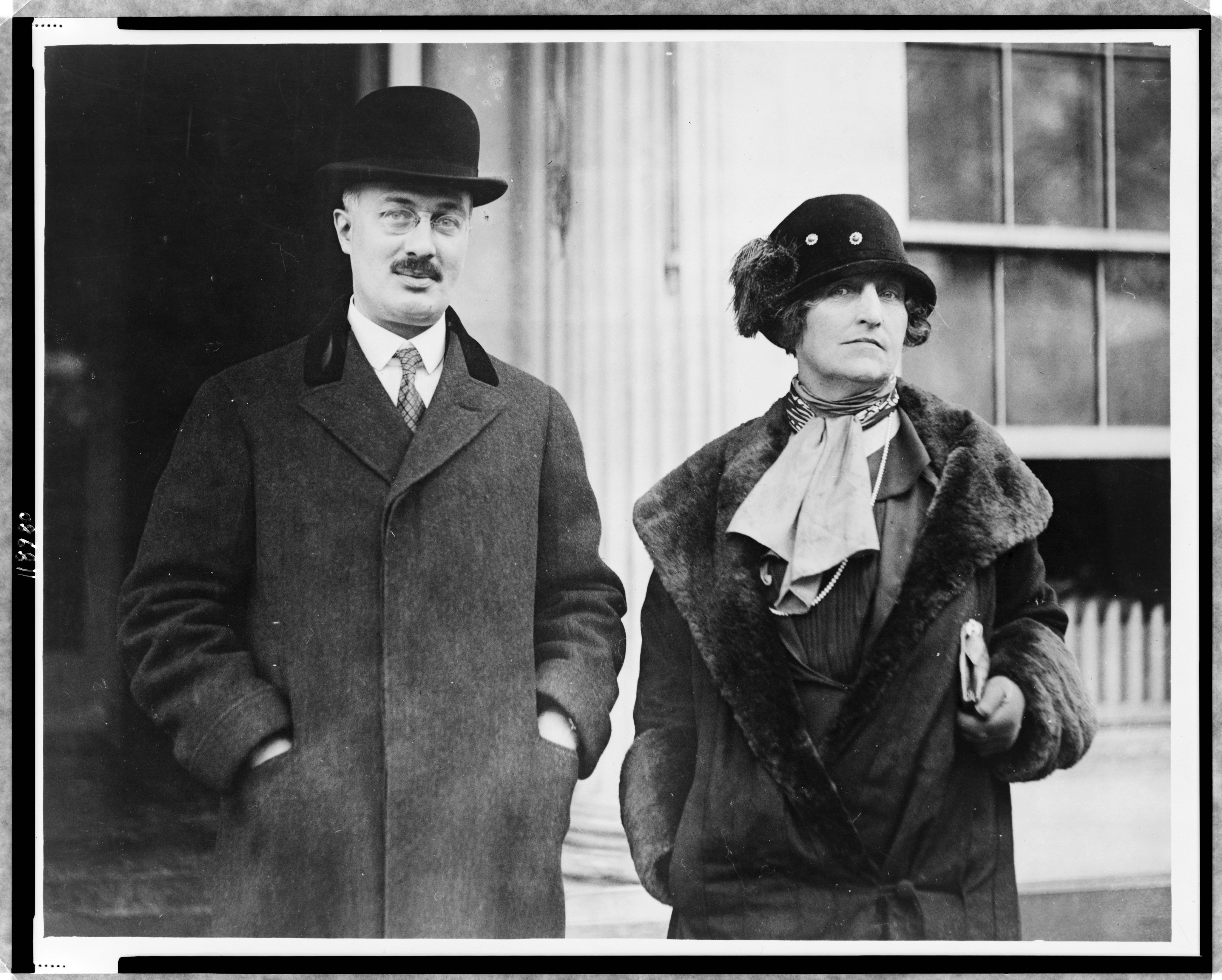
Княгиня де Поліньяк та князь Луї де Сарті, 1926

Віннаретта де Поліньяк також була активною благодійницею у соціальній сфері. З 1911 року вона спонсорувала будівництво житла для незаможних сімей у XIII окрузі Парижа. У 1920-і та 1930-і роки на її замовлення Ле Корбюзьє займався перебудовою та зведенням нових корпусів паризької Армії спасіння, а у 1929 році займався пристосуванням баржі «Луї-Катаріна» під притулок.
У роки Першої світової війни разом із Марією Кюрі Віннаретта працювала над створенням перших рентгеномобілів. Вона також фінансувала постачання гуманітарної допомоги до Польщі. Спільно з Консуело Вандербільт Віннаретта спонсорувала будівництво шпиталю Фош у передмісті Парижа.
У 1928 році Віннаретта заснувала фонд Зінгер-Поліньяк, покликаний дати легальну форму її діяльності з патронажу та підтримки молодих композиторів, художників і літераторів. Після смерті княгині її паризький особняк також став надбанням фонду. У будівлі відкрилися репетиційні та звукозаписні студії, концертний зал, а також надається житло підопічним фонду.

### Пізні роки та смерть
У серпні 1939 року Віннаретта вирушила до Англії, дізнавшись про смерть свого молодшого брата. Невдовзі почалася Друга Світова війна, і повернення до Франції було неможливим. Княгиня залишилася в Лондоні та займалася організацією концертів, доходи від яких передавала до Червоного Хреста. У листопаді 1943 року вона дізналася, що її салон у Парижі розграбували фашисти, через кілька діб Віннаретта померла від серцевого нападу.